# منتزعة الكبريت الباستينية
منتزعة الكبريت الباستينية (الاسم العلمي: Desulfovibrio bastinii) هي نوع من البكتيريا، سلبية الغرام، تتبع جنس منتزعة الكبريت.